# NGC 2674
NGC 2674 este o galaxie spirală situată în constelația Hidra. A fost descoperită în 1886 de către Ormond Stone⁠(d).